# 13305 Danielang
13305 Danielang eller 1998 RD54 är en asteroid i huvudbältet som upptäcktes den 14 september 1998 av LINEAR i Socorro County, New Mexico. Den är uppkallad efter Daniel Owen Lang.